# Liste der Monuments historiques in Verrières (Vienne)
Die Liste der Monuments historiques in Verrières (Vienne) führt die Monuments historiques in der französischen Gemeinde Verrières auf.

## Liste der Bauwerke
| Bezeichnung | Beschreibung | Standort | Kennzeichnung | Schutzstatus | Datum | Bild |
| ----------- | ------------ | -------- | ------------- | ------------ | ----- | ---- |
| Dolmen      |              | (Lage)   | PA00105767    | Inscrit      | 1952  |      |

## Liste der Objekte
- Monuments historiques (Objekte) in Verrières (Vienne) in der Base Palissy des französischen Kultusministeriums